# Iwajło Iwanow
Iwajło Iwanow (bułg. Ивайло Иванов, ur. 20 lipca 1994) – bułgarski judoka. Trzykrtony olimpijczyk. Zajął siódme miejsce w Rio de Janeiro (2016) i dziewiąte w Tokio (2020) oraz Paryżu (2024). Walczył w wadze półśredniej.
Zajął siódme miejsce na mistrzostwach świata w 2022; uczestnik zawodów w 2015, 2017, 2018, 2019, 2021, 2023 i 2024. Startował w Pucharze Świata w latach 2014-2016, 2018 i 2022. Wicemistrz Europy w 2020; trzeci w 2016 i 2025; piąty w 2021. Drugi na igrzyskach europejskich w 2019. Mistrz igrzysk wojskowych w 2019. Mistrz kraju w 2011, 2012 i 2014 roku.

## Letnie Igrzyska Olimpijskie 2016
| Konkurencja | Eliminacje           | Eliminacje           | Eliminacje             | Repasaże                  | Klas. końcowa |
| Konkurencja | Przeciwnik I         | Przeciwnik II        | 1/4                    | Przeciwnik I              | Miejsce       |
| ----------- | -------------------- | -------------------- | ---------------------- | ------------------------- | ------------- |
| 81 kg       | Frank de Wit (NED) Z | Lee Seung-su (KOR) Z | Travis Stevens (USA) P | Matteo Marconcini (ITA) P | 7.            |

## Letnie Igrzyska Olimpijskie 2020
| Konkurencja | Eliminacje               | Eliminacje                     | Klas. końcowa |
| Konkurencja | Przeciwnik I             | Przeciwnik II                  | Miejsce       |
| ----------- | ------------------------ | ------------------------------ | ------------- |
| 81 kg       | Emmanuel Lucenti (ARG) Z | Sharofiddin Boltaboyev (UZB) P | 9.            |

## Letnie Igrzyska Olimpijskie 2024
| Konkurencja | Eliminacje                | Eliminacje            | Klas. końcowa |
| Konkurencja | Przeciwnik I              | Przeciwnik II         | Miejsce       |
| ----------- | ------------------------- | --------------------- | ------------- |
| 90 kg       | Caramnob Sagaipov (LIB) Z | Lasza Bekauri (GEO) P | 9.            |